# Menoikio
Menoikio (græsk: Μενοίκιο, også kendt af den lokale befolkning som "Bozdakas" og "Bozdas", græske varianter af det tyrkiske navn "Boz Dag", som blev anvendt på bjerget af tyrkerne i osmannisk tid, bulgarsk: Змийница , Zmiynitsa) er en bjergkæde i den østlige del af den regionale enhed Serres og det vestlige af den regionale enhed Drama i periferien Østmakedonien og Thrakien i Grækenland . Bjergets højeste top er Mavromata på 1.963 moh.
Mod vest er det forbundet med Vrontous- bjergkæden og mod nord via Mavro Vouno-bjerget til Orvilos (Slavyanka). Menoikio består for det meste af marmor og er næsten fuldstændig ryddet for skov.
De nærmeste bebyggelser er Serres, Nea Zichni, Emmanouil Pappas og Agio Pnevma mod syd og Alistrati og Mikropoli mod vest og nord. Ellers er bjerget blandt de tyndest befolkede på Balkan.
På bjerget findes vidnesbyrd om eksistensen af marmorbrud og jernminer i romertiden.
Et bemærkelsesværdigt vartegn for bjerget er Johannes Døberens byzantinske kloster (grundlagt i 1270), 8 km nord for byen Serres. Gennadius, den første økumeniske patriark efter Konstantinopels fald, levede efter sin tilbagetræden i 1465 som munk i klostret, endte sine dage og blev begravet der i 1473. Hans relikvier blev gravet op i 1854, og følgende epigram blev rejst på det sted, hvor hans grav stod:
Ἣδε μεν ἡ Προδρόμοιο Μονή τήν κόσμος αείδει 

ἡ πολιή μήτηρ Μακεδόνων ζαθέων

ἥδε δε Γενναδίου πατριάρχεω, τοῦ κλέος εὐρύ,

νεκροδόχος λάρναξ ἀθανάτου φθιμένου. 
"Dette er klostret Prodromus, som bliver rost med salmer af folket

den grå moder til hellige makedonere

og dette er patriarken Gennadius' kiste, hvis herlighed var stor,

den udødelige afdøde."